# 高山鐵灰蝶
高山鐵灰蝶（学名：Teratozephyrus elatus）为灰蝶科鐵灰蝶屬下的一个种。

## 描述
本種為中型灰蝶，雌雄外觀近似，雌雄異型性不明顯。體背褐色，腹側灰白或帶藍光澤。頭部有毛，複眼具白色輪緣，雄蝶複眼密被毛，雌蝶較疏。觸角深褐帶白環，下唇鬚白色混深褐，前伸漸細。足白色，跗節有深褐紋，雄蝶前足跗節癒合且尖彎，雌蝶則不癒合。
前翅長15-18 mm，呈三角形、外緣弧形略凸，後翅具葉狀尾突（CuA2脈末端）。翅背面褐色，前翅常見1–2枚橙色斑，位於中室外側與M3室。翅腹面灰褐色，中央有白色細線，後翅呈W形；中室末端有白邊短條，亞外緣具白色帶紋，前翅邊緣深褐，後翅為雙帶紋。後翅臀區與CuA1室具黑斑與橙色斑，形成眼狀紋。
緣毛前翅多為白色，後翅大致為白，後端褐色。雌蝶的橙斑與腹面斑紋通常較明顯。

## 分佈
本種為臺灣特有種，分布於本島中、中北部中高海拔山區，尤以硬葉林較有穩定紀錄。

## 棲地
棲息於常綠硬葉林及高海拔針闊葉混合林，一年一世代，成蝶於盛夏至初冬（8–12月）活動，雄蝶常於高處領域佔據，雌蝶多出現在寄主附近。
幼蟲以殼斗科高山櫟新芽為食，冬季以卵態越冬，產於寄主植物休眠芽基部附近。本種為近年發現之特有種，主要分布於海拔2500公尺以上山區。